# ハルフレック
ハルフレック（Halfrek）は、アメリカ合衆国のテレビドラマ『バフィー 〜恋する十字架〜』およびコミック『Spike: Old Times』に登場する架空のキャラクター。テレビシリーズではケリ・ロッカがハルフレック役を演じた。

## 特徴
愛称はハリー。復讐の悪魔で、同じ種族であるアンヤ・ジェンキンズは親友。
娘時代に兵士ウェクスラーに襲われ自害したあと、ダハフリンによって復讐の悪魔になった。

## エピソード
『バフィ』第5シーズン第7話の『過去』で初登場する。セシリーと名乗っていたときに詩人のウィリアムから愛を告げられる。その後、このウィリアムを嘲笑した人間たちを殺害する。
第6シーズンの『結婚式』ではアンヤとザンダー・ハリスの結婚式に出席している。
第7シーズンの『無私無欲』で上司であるダハフリンに殺害される。

## 関連する人物
アンヤ・ジェンキンズ
別名：アニヤンカ。復讐の悪魔。
スパイク
別名：血まみれウィリアム。元詩人のバンパイア。
ダハフリン
ハルフレックの上司。冷酷な悪魔。